# Rusynia (przystanek kolejowy)
Rusynia (ros. Русыня) – przystanek kolejowy w miejscowości Unoszkowiczi, w rejonie batieckim, w obwodzie nowogrodzkim, w Rosji. Położony jest na linii Ługa – Batieckij.
Dawniej stacja kolejowa zlokalizowana ok. 2 km na zachód (w stronę Ługi) od współczesnego przystanku.